# Todd Russell Platts
Todd Russell Platts, född 5 mars 1962 i York i Pennsylvania, är en amerikansk republikansk politiker. Han var ledamot av USA:s representanthus från Pennsylvania 2001–2013.
Platts avlade 1984 grundexamen vid Shippensburg University. Han avlade sedan 1991 juristexamen vid Pepperdine University.
Kongressledamot William F. Goodling kandiderade inte till omval i kongressvalet 2000. Platts vann valet och efterträdde Goodling i representanthuset i januari 2001.
I representanthuset stödde Platts stamcellsforskning och förespråkade borrning i Arctic National Wildlife Refuge. Han var i början av sin politiska karriär för fri abort men ändrade fullständigt åsikt i abortfrågan.